# Acalolepta dentiferoides
Acalolepta dentiferoides là một loài bọ cánh cứng trong họ Cerambycidae.